# Stilkaks
Stilkaks (Brachypodium) er en slægt af græsser med ca. 25 arter, der er udbredt på hele den nordlige halvkugle. Det er flerårige eller enårige planter med en tueformet eller fladedækkende vækst. Rodsystemet består af jordstængler, underjordiske udløbere og trævkede rødder. Skuddene er oprette eller opstigende i knæene. Knæene er behårede, og internodierne er hule. Bladpladen er sammenrullet i knopstadiet, men senere fladt udbredt. Begge bladsider bærer synlige bladribber. På oversiden er de forsænkede, men på undersiden er de fremtrædende. Midterribben er ikke markeret. Blomsterstanden består af reducerede blomster (se under Græs-familien), som er samlet i småaks, der igen danner aks. Dækbladene ved småaksene er spidse og har stak.
Her beskrives kun de arter, som er vildtvoksende i Danmark.
| Beskrevne arter |

- Bakkestilkaks (Brachypodium pinnatum)
- Sandstilkaks (Brachypodium retusum)
- Skovstilkaks (Brachypodium sylvaticum)

| Andre arter |

- Brachypodium bolusii
- Brachypodium distachyon
- Brachypodium japonicum
- Brachypodium mexicanum
- Brachypodium phoenicoides
- Brachypodium rupestre